# 昆巴 (比耶省)
12°9′S 18°5′E / 12.150°S 18.083°E
昆巴（Cuemba）是安哥拉的市鎮，位於該國中部，由比耶省負責管轄，西鄰卡馬庫帕，面積11,601平方公里，2014年該市鎮人口70,956，人口密度每平方公里6人。